# Línea 5A (TUVISA)
La Línea 5A de TUVISA de Vitoria une el este de la ciudad con la localidad de Asteguieta mediante el polígono de Ali-Gobeo y el centro de la misma. 

## Características
Esta línea conecta el Barrio de Salburua en el este de Vitoria con la localidad de Asteguieta que se encuentra en la zona oeste de la ciudad. Esta línea es una extensión de la Línea 5: Salburua-Sansomendi con la que comparte recorrido y paradas en el itinerario de ida hasta la parada de 'Bremen 15' y en el de vuelta comparte el recorrido y las paradas desde la de 'Bremen 15'.
La línea entró en funcionamiento a finales de octubre de 2009, como todas las demás líneas de TUVISA, cuándo el mapa de transporte urbano en la ciudad fue modificado completamente. La línea amplio brevemente su recorrido por el Barrio de Salburua en septiembre de 2012 y un año más tarde por el de Elejalde.

### Frecuencias
| de lunes a viernes laborables |        |
| de 6:50 a 20:20               | 30 min |
| 21:10, 22:00                  |        |
| sábados laborables            |        |
| de 7:00 a 15:00               | 30 min |
| de 15:00 a 23:00              | 60 min |
| domingos y festivos           |        |
| de 8:40 a 21:00               | 60 min |
| laborables agosto             |        |
| de 7:00 a 15:00               | 30 min |
| de 15:00 a 22:00              | 60 min |

| de lunes a viernes laborables |        |
| 6:05                          |        |
| de 6:55 a 20:55               | 30 min |
| sábados laborables            |        |
| de 7:05 a 14:35               | 30 min |
| de 14:35 a 22:35              | 60 min |
| domingos y festivos           |        |
| de 8:15 a 21:15               | 60 min |
| 22:15 Hasta Prado             |        |
| laborables agosto             |        |
| de 7:05 a 14:35               | 30 min |
| de 14:35 a 22:35              | 60 min |

## Recorrido

### Recorrido de ida
La línea comparte el recorrido y las paradas con la Línea 5 (Salburua-Elejalde) desde el barrio de Salburua hasta la parada de 'Bremen 15', dónde comienza su propio recorrido.
Desde la Calle Bremen, accede a la Calle Urartea, la que recorre por completo hasta girar a la izquierda a la Calle Alibarra. Tras pasar por esta vía gira a la derecha a la Avenida de los Huetos y llega hasta la pequeña localidad de Asteguieta, dónde tiene su parada Terminal y el final del recorrido de ida.

### Recorrido de vuelta
El recorrido comienza en la parada terminal de Asteguieta donde, tras coger la Avenida de los Huetos, y posteriormente la Calle Bremen, la línea llega a la parada de 'Bremen 15'; a partir de este momento la línea comparte recorrido y paradas con la Línea 5 (Salburua-Elejalde) hasta el barrio de Salburua.

## Paradas
| KBHFa |

| HST |

| HST |

| HST |

| HST |

| SBRÜCKE |

| HST |

| HST |

| HST |

| HST |

| HST |

| HST |

| HST |

| TRAM |

| HST |

| HST |

| HST |

| HST |

| STRo |

| HST |

| HST |

| HST |

| HST |

| HST |

| HST |

| HST |

| HST |

| HST |

| HST |

| HST |

| hKRZWae |

| KBHFe |

| KBHFa |

| HST |

| HST |

| HST |

| HST |

| SBRÜCKE |

| HST |

| HST |

| HST |

| HST |

| HST |

| HST |

| HST |

| TRAM |

| HST |

| HST |

| HST |

| HST |

| STRo |

| HST |

| HST |

| HST |

| HST |

| HST |

| HST |

| HST |

| HST |

| HST |

| HST |

| HST |

| hKRZWae |

| KBHFe |

| KBHFa |

| HST |

| HST |

| HST |

| HST |

| SBRÜCKE |

| HST |

| HST |

| HST |

| HST |

| HST |

| HST |

| HST |

| TRAM |

| HST |

| HST |

| HST |

| HST |

| STRo |

| HST |

| HST |

| HST |

| HST |

| HST |

| HST |

| HST |

| HST |

| HST |

| HST |

| HST |

| hKRZWae |

| KBHFe |

| KBHFa |

| HST |

| HST |

| HST |

| HST |

| SBRÜCKE |

| HST |

| HST |

| HST |

| HST |

| HST |

| HST |

| HST |

| TRAM |

| HST |

| HST |

| HST |

| HST |

| STRo |

| HST |

| HST |

| HST |

| HST |

| HST |

| HST |

| HST |

| HST |

| HST |

| HST |

| HST |

| hKRZWae |

| KBHFe |

| KBHFa |

| hKRZWae |

| HST |

| HST |

| HST |

| HST |

| HST |

| HST |

| HST |

| STRo |

| HST |

| HST |

| HST |

| HST |

| HST |

| HST |

| HST |

| HST |

| HST |

| HST |

| HST |

| HST |

| STRo |

| SBRÜCKE |

| HST |

| HST |

| HST |

| HST |

| HST |

| KBHFe |

| KBHFa |

| hKRZWae |

| HST |

| HST |

| HST |

| HST |

| HST |

| HST |

| HST |

| STRo |

| HST |

| HST |

| HST |

| HST |

| HST |

| HST |

| HST |

| HST |

| HST |

| HST |

| HST |

| HST |

| STRo |

| SBRÜCKE |

| HST |

| HST |

| HST |

| HST |

| HST |

| KBHFe |

| KBHFa |

| hKRZWae |

| HST |

| HST |

| HST |

| HST |

| HST |

| HST |

| HST |

| STRo |

| HST |

| HST |

| HST |

| HST |

| HST |

| HST |

| HST |

| HST |

| HST |

| HST |

| HST |

| HST |

| STRo |

| SBRÜCKE |

| HST |

| HST |

| HST |

| HST |

| HST |

| KBHFe |

| KBHFa |

| hKRZWae |

| HST |

| HST |

| HST |

| HST |

| HST |

| HST |

| HST |

| STRo |

| HST |

| HST |

| HST |

| HST |

| HST |

| HST |

| HST |

| HST |

| HST |

| HST |

| HST |

| HST |

| STRo |

| SBRÜCKE |

| HST |

| HST |

| HST |

| HST |

| HST |

| KBHFe |